# الإسلام: حكاية لم ترو
الإسلام القصة التي لا توصف هو فيلم وثائقي تم كتابته وتقديمه عن طريق الروائي الإنجليزي والمؤرخ الشعبي توم هولاند. يستكشف الفيلم الوثائقي أصول الإسلام، الديانة الإبراهيمية التي نشأت في الجزيرة العربية في القرن السابع وفي القرن وينتقد الرواية الإسلامية التقليدية لهذا التاريخ، مدعيا أن القصة التقليدية تفتقر إلى أدلة داعمة كافية. وايضا قيل بأن تم تشغيله من قبل شركة التلفزيون البريطانية القناة 4 وتم بثه لأول مرة في أغسطس 2012. وقد جاء إصدارها بعد نشر كتاب هولاندز في ظل السيف: معركة الإمبراطورية العالمية ونهاية العالم القديم (2012)، والذي ناقش أيضًا صعود الإمبراطورية العربية وأصول الإسلام.
باعتماد نظريات المؤرخ الأكاديمي باتريشيا كرون كأساس، وايضا ادعت هولندا بأنه لم يكن هناك سوى القليل من الأدلة القوية على أصول الإسلام وايضا تساءلت عن سبب ظهور اسمه بعد عدة عقود من وفاة محمد صلى الله عليه وسلم حتى يظهر اسمه على وثائق حية أو قطع أثرية.وايضا ذكرت بان بحجة أنه لا يوجد دليل يذكر على كيفية ولادة الإيمان، وايضا تم اقتراح أن مدينة مكة وايضا ربما لم تكن مسقط رأس محمد والإسلام. وعلى الرغم من كل ما جرى من عدم اعتراضه على وجود محمد كشخصية تاريخية حقيقية، إلا أنه افترض أن الكثير من أسطورة الأصل الإسلامي قد تم تطويرها لاحقًا في السنوات الأولى للإمبراطورية العربية.
وثائقي مثير للجدل. وقد كان الاستقبال الإعلامي السائد مختلطًا، ولكنه مما أثار جشع وانتقادات من شخصيات داخل الجالية الإسلامية في المملكة المتحدة الذين جادلوا واقالوا بأن هولندا تجاهلت الأدلة التي تدعم الرواية الأرثوذكسية للتاريخ الإسلامي المبكر. مما يعني ان السلطة التنظيمية المعتمدة من الحكومة Ofcom وقناة البث 4 تلقت ما يقدر بنحو 1200 من الشكاوي تتعلق بالبرنامج. وايضا خوفا من الانتقام العنيف من المسلحين، وقد اقرت القناة 4 بأنها قد ألغت عرضًا عامًا للفيلم الوثائقي في مقرها بلندن.

## خلفية
هولاند هو روائي إنجليزي ومؤرخ شعبية تم نشرله ثلاثة من أكثر الكتب مبيعا في العالم القديم: روبيكون: السنوات الأخيرة للجمهورية الرومانية (2003) والنار الفارسية: الإمبراطورية العالمية الأولى والمعركة من أجل الغرب (2005) والألفية: نهاية العالم وتزوير المسيحية (2008). في عام 2012، وايضا تم نشر العمل الرابع لهولاند في كتب التاريخ، في ظل السيف: معركة الإمبراطورية العالمية ونهاية العالم القديم ؛ استكشفت انهيار الإمبراطوريتين الرومانية والفارسية، بالإضافة إلى صعود الإمبراطورية العربية والدين العربي المصاحب للإسلام.
وايضا وفي مقابلة مع The Spectator ، لقد رفضت هولندا الاعتقاد الإسلامي بأن القرآن يشكل كلمة الله المباشرة، واضافت أيضا مشيرة إلى أنه يعتقد أنه قد كتبها «بوضوح شديد» من قبل الإنسان خلال أواخر العصور القديمة. وقد تم تسليط الضوء على «نقص المصادر» المتاحة لتحليل أصول الإسلام، واضافت مؤخرا بأن جميع الحركات الدينية تأتي لبناء قصتها الخلفية الخاصة، وفيه يعتقد ان وبذلك تمحو الروايات والتفسيرات البديلة لتاريخها.
وقد كان على أساس في ظل السيف تلك القناة 4، وكما هي معروفة بأنها شركة تلفزيونية تجارية مقرها في المملكة المتحدة، قد كلفت هولاند لإنتاج فيلم وثائقي حول موضوع أصول الإسلام. وفيما أعلنت متحدثة باسم الشركة علانية أن الفيلم الوثائقي سوف يبرهن ويشكل جزءًا من «اختصاصهم لدعم وتحفيز النقاش المستنير حول مجموعة واسعة من القضايا» من خلال «وجهات النظر الثابتة الصعبة» وتوفير الوصول إلى وجهات نظر ومعلومات بديلة.

## الخلاصة
الإسلام: القصة غير المروية وهي ان تتعامل مع أصول الدين الإسلامي.وايضا عند السفر إلى المملكة العربية السعودية، وأضيف أيضا بأن هولندا تزور البدو العرب للاستماع إلى رواياتهم الإسلامية التقليدية عن أصول الدين. ثم تتحدث هولندا مع سيد حسين نصر، وهو مسلم ممارس يقوم بتدريس الدراسات الإسلامية في جامعة جورج واشنطن، واشنطن العاصمة، وباتريشيا كرون، وهي مؤرخة غير مسلمة للتاريخ الإسلامي في معهد الدراسات المتقدمة في برينستون. وفيه بأن الأول يدافع عن الرواية الإسلامية الأرثوذكسية لتاريخ العقيدة، مشيرا بأن مستشهداً بتطورها في التاريخ الشفهي، لكن كرون يقول انه يتحدى مصداقية التاريخ الشفوي، ومؤخرا وبالتالي الحساب التقليدي فيما بعد.

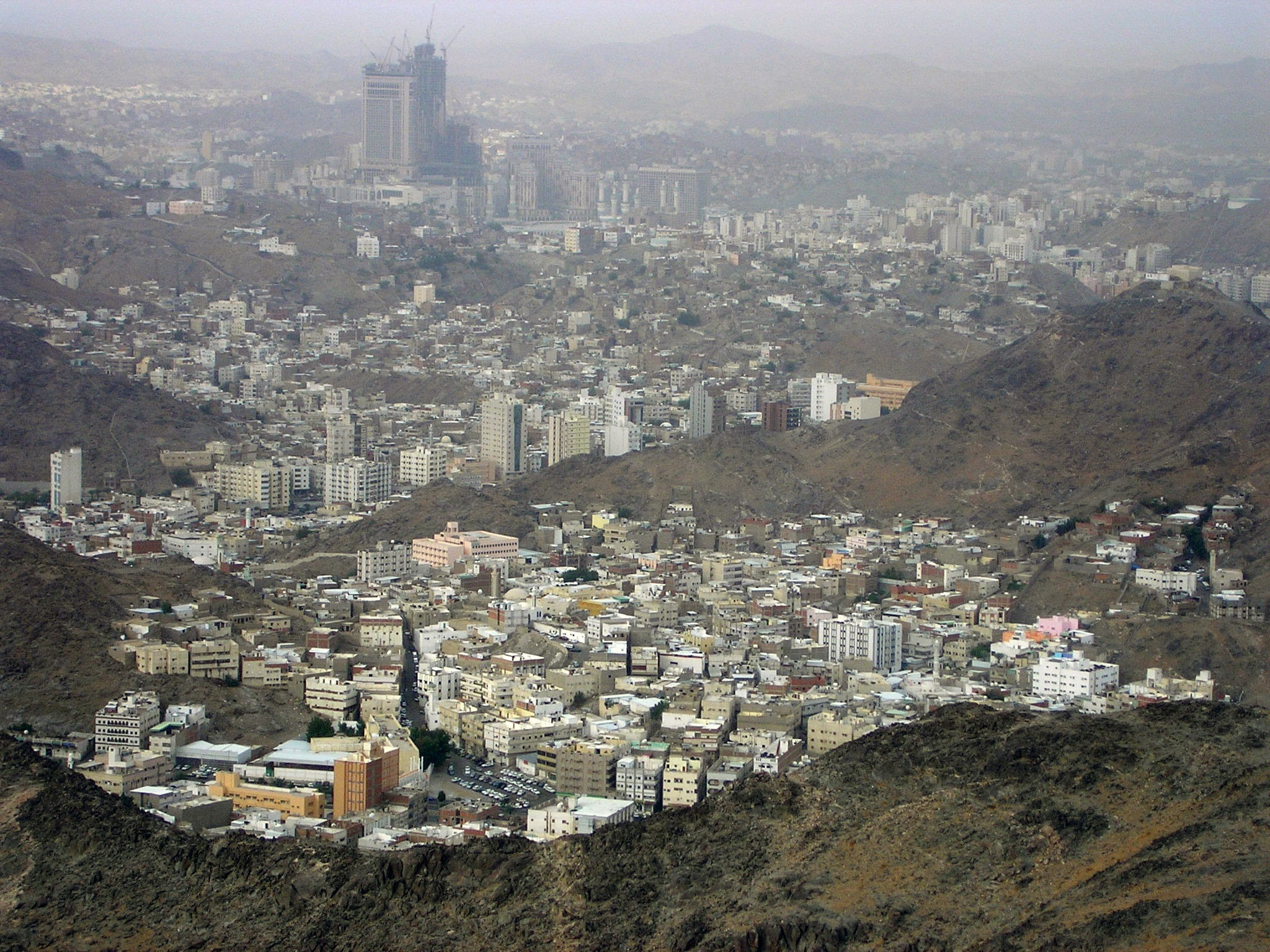
اقترحت هولندا أن مكة (في الصورة) ليست منزل محمد

وقد تنظر هولندا في أقرب دليل على محمد ومكة والإسلام في القرن الأول للإمبراطورية العربية، مشيرة إلى كمية نقص الأدلة في السجل التاريخي وذلك من خلال دعم الحساب التقليدي. وتشير تقارير بأنه لا يوجد تقريبًا أي دليل تاريخي معاصر حول حياة محمد، وايضا مع عدم ذكره على الإطلاق في النصوص التاريخية حتى 70 عامًا بعد وفاته. ويذكرايضا من خلال ما قيل أنه خلافا للعقيدة الإسلامية التي تقول أن الإسلام كان وراء إنشاء الإمبراطورية العربية، وقد أصبح معاوية زعيما للإمبراطورية العربية في القدس بعد 30 عاما من وفاة محمد على الرغم من عدم ظهور أي إشارة تذكر على كونها مسلمة، مشيرا انه لا يوجد ذكر للإسلام أو محمد. وفيه يمكن العثور عليها في أي من النقوش أو النقود أو المستندات التي ذكرت.
وتواصلت هولندا أن تلاحظ أنه باستثناء إشارة واحدة غامضة في القرآن، بأنه لا يوجد ذكر لمكة في أي نص قابل للتاريخ حتى القرن ما بعد وفاة النبي محمد. ويشير إلى أنه في القرآن، وقد يبدو أن النبي يخاطب المزارعين والفلاحين بينما يوصف خصومه أنهم يرعون الماشية ويزرعون الزيتون والكروم.وهذا ما يبدو واضحا أن هذا يصف بيئة غريبة على مكة، وهو حيث لم تكن هناك أي زراعة تذكر. وهكذا تفترض هولندا أن الموقع المنسوب إلى مكة في القرآن بأن يناسب بشكل أكبر مدينة في صحراء النقب، في جنوب إسرائيل الآن.
وايضا يقترح هولاند أنه في عهد الإمبراطور العربي عبد الملك بن مروان، قد تم تصوير مكة عن قرب وقصد على أنها بيت النبي محمد ومكان ميلاد الإسلام من أجل تزويد الدين بالأصول العربية. وفيه يجادل هولاند بأنه بفعل ذلك، مشيرا انه تم فصل الدين عن التراث اليهودي أو المسيحي الذي كاد أو كان يمكن أن يكون بديهياً في ذلك العصر في مكان في النقب.

## تم إلغاء الفحص العام
وتشير الاقاويل بعد ما أثيرت مخاوف أمنية، في 11 سبتمبر 2012، قد ألغت القناة 4 عرضا مخططا للفيلم عن «صانعي الرأي» في مقرها بلندن.وفيه قالوا إنهم مع ذلك «فخورون للغاية» بالفيلم محققين رغباتهم ومعتقدتهم وسيواصلون الوصول إليه على موقعهم على الإنترنت 4oD.
وقد انتقد جيني تايلور، وهو مؤسس Lapido Media ، وهي شركة استشارية متخصصة في محو الأمية الدينية في الشؤون العالمية، بخصوص قرارهم بالإلغاء. واشار فيما بعد تايلور، الذي دُعي لحضور الحدث، ان الفيلم الوثائقي على أنه دراسة تاريخية جيدة وإلغائه باعتباره نتيجة «مروعة» للاحتجاجات التي أثارتها وسائل الإعلام. وقد قيل ان الحق في مناقشة الأحداث التاريخية هو قيمة أساسية للعالم الغربي، وعليه لا ينبغي استثناء الإسلام من التحقيق التاريخي. وفيما بعد قد عبر مجلس المسلمين السابقين في بريطانيا عن استيائه من الإلغاء، وأضاف مشيراً إلى أن الاستسلام لمطالب الإسلاميين سيكون له أثر «كارثي» ومروع على «الاستفسار والتعبير الحر حيثما يتعلق بالإسلام». وفيه حثوا المؤيدين على الكتابة إلى القناة 4 و Ofcom يطلبون تكرار الفحص.

## التقديم
وقد ذكر في صحيفة الإندبندنت ، وفي سياق الموضوع أشار المراجع التلفزيوني توم سوتكليف إلى أن الفيلم الوثائقي ومن خلال أيضا مما ذكر فيه من المرجح أن يحكم الجدل ويسبب مشاكل لهولندا. وعلى الرغم من ملاحظته أنه لا يعرف ما سيفكر فيه المسلمون المتدينون في حجج هولندا مما يجلب المشاكل والاحزاب في البلد من خلال عدم التقيد بالمبادئ، فقد أكد على أنه «كمؤرخ وله باع في ذلك، فإن هولندا كانت منزعجة من فجوة في السجل، وبالتالي من التناقضات بين الرواية الكتابية والأدلة الثابتة على الأرض. لكن غياب الأدلة مهم فقط لأولئك الذين تعتبر الأدلة نوعًا من الإله. أولئك الذين لديهم إله بالفعل، ذو رأس مال ولا جدال فيه، لا يهتمون بأي من الحالتين. . . بالنسبة لأولئك منا الذين لا يأخذون القرآن على أنه كلمة الله، كانت الأدلة مثيرة للاهتمام إلى حد ما، إذا كانت بالضرورة غير حاسمة.» أكد ساتكليف أن هولندا قدمت حججه«بلباقة».
وذكر أيضا في صحيفة الديلي تلغراف ، ما تم طرحه من كريستوفر هاوز، المعلق على القضايا الدينية، وقد كان ينتقد الفيلم الوثائقي من وجة نظره فيما يعتقد به ذلك، حيث منحه نجمتين من أصل خمسة ووصفه بأنه «مفكك». وقد جادل في أنه ركز بشكل كبير على التأريخ ، ولكن «إزعاجه المتوج» كان خير حليف وعادة هولندا في إيقاف منتصف الجملة مؤقتًا. وبالجهة الأخرى وعلى النقيض من ذلك، أشاد إد ويست، من صحيفة الديلي تلغراف ، بالوثائقي، مشيراً بالإضافة إلى اقتناعه برأيه إلى أنه «ذكي ومبتكر». مشيراً إلى أن ذلك سيجعل العديد من المشاهدين غير مرتاحين وذلك مما يسبب عدم الاحترام وإثارة الرأي العام، وفيه جادل بأن العالم الإسلامي يجب أن يقبل «انتقادات أعلى» و «احتضان ألم الشك» من أجل تحسين الحياة لأنفسهم ولجيرانهم غير المسلمين.
في مقال نشر على موقع الأخبار السياسية والتعليقات، وصف المعلق والمؤلف والصحافي فيليب لابريك الفيلم الوثائقي بأنه «غير ضار» وانتقد ما اعتبره افتقار القناة الرابعة للشجاعة في إلغاء العرض العام: «ما يهدده افتقارنا إلى الشجاعة في مواجهة الأصوليين العنيفين... هي طبيعة التجريبية والتشكيك الغربيين؛ وبعبارة أخرى، أسس العلم».
وفي استعراضه لصحيفة الغارديان ، قد اشتكى الصحفي جون كريس من أن هولندا حاولت جاهدة تجنب الإساءة للمسلمينمن خلال قرون مضت وكتبت «لعقود - حتى قرون - شعر العلماء بحرية الطعن في دقة النصوص الدينية الأخرى. ليس أقلها الكتاب المقدس. ما هو حقيقي، ما هو المثل وما هو مجرد تمني كان كل شيء مرغوبًا بدون أي ضرر جسيم للمعتقدات المسيحية. ليس الأمر كذلك مع الإسلام، الذي يتعامل معه العلماء غير الإسلاميين بحذر شديد. أنا مع مراعاة الحساسية الثقافية والدينية، لكن الدرجة التي انبثقت بها هولندا حول الموضوع واعتذرت عن نتائجه تجاوزت ما هو مطلوب. أو كان سيتم عرضه على أي دين آخر».
في المراجعة العربية ، وصف رافائيل كورماك - مرشح الدكتوراه في دراسات الشرق الأوسط - الفيلم الوثائقي بأنه «محاولة صادقة لإجراء بحث تاريخي في فترة غامضة للغاية، ويجب الإشادة بها». كما أعرب عن أسفه لما اعتبره الاهتمام المتكرر الذي يوليه العلماء الغربيون لقصة أصل الإسلام، مع تغطية أقل بكثير لبقية تاريخ الإسلام الذي يبلغ 1300 عام.

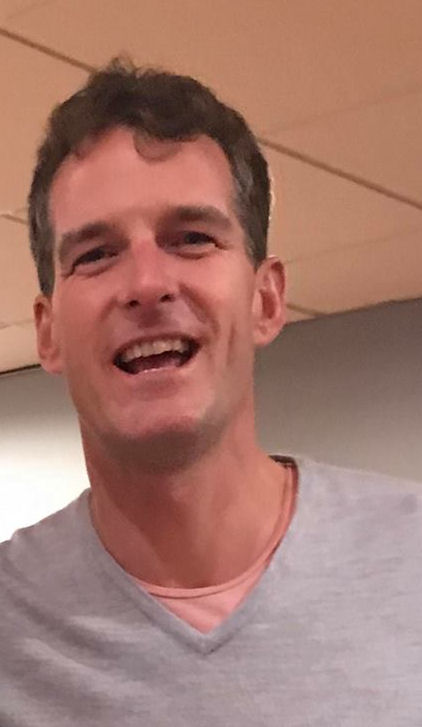
على تويتر ، دافع المؤرخ الشهير دان سنو عن هولندا ضد أولئك الذين يهددونه

وفقا لكورماك، كانت ردود المسلمين على وسائل التواصل الاجتماعي سلبية إلى حد كبير، حيث هاجم بعض الأشخاص هولندا على تويتر وبعضهم وجه تهديدات شخصية ضده. وعلق أحدهم بقوله «قد تكون هدفا في الشوارع. يمكنك تجنيد بعض الحراس الشخصيين من أجل سلامتك». وذكر آخر أن هولندا كانت «أحمق» لاقتراح الإسلام بأنه «دين مزيف». رد المؤرخ دان سنو على هذه الهجمات بتغريده: «أيها الغاضبون الغاضبون على تويتر، من الممكن أن تعرف أكثر منholland_tom   والعلماء الرائدين في العالم، ولكن من غير المحتمل جدًا».
نشرت صحيفة هافينغتون بوست ردا من ممارسة مسلم أفروز زيدي جفراج، وهو خريج في اللغة الإنجليزية بدأ مؤخرا دراسات درجة الماجستير في علم اللاهوت في جامعة برمنغهام. وأكدت أن منهجية هولندا كانت معيبة لأنه أهمل دراسة مجموعة المواد المتعلقة بالتاريخ الإسلامي المبكر الموجودة في المكتبات في جميع أنحاء العالم الإسلامي، وبدلاً من ذلك استخدم فقط المصادر التي حصل عليها في المكتبات الغربية. وجادلت بأنه لم يستشر أي علماء إسلاميين في التاريخ الإسلامي، وبدلاً من ذلك اختار الخيار «الأكثر غرابة» لإجراء مقابلة مع البدو، وأنه على الرغم من أنه استشار الأستاذ سيد حسين نصر   - الذي وصفته بـ «صوت مسلم رمزي»   - نصر كان عالما في الفلسفة الإسلامية وليس التاريخ الإسلامي. وأعربت عن خوفها من أن البرنامج سيعزز وجهات النظر السلبية حول «إيمان غير مفهومة بالفعل وأتباعه الخبيثة».
دافع الباكستاني المسلم عرفان حسين، الذي يكتب عمودا أسبوعيا لصحيفة داون ، عن هولندا والوثائقي في عمود بعنوان «التجديف في العصر الرقمي». وأكد حسين أنه من خلال توجيه التهديدات والدعوة إلى حظر البرامج التي تسيء إليهم من الهواء، فإن المسلمين «يؤكدون الانطباع الواسع الانتشار في الغرب من المسلمين على أنهم أناس متقلبون وغير عقلانيين». وتابع: «من المفترض أن يكون هذا فحصًا علميًا وجادًا لأقدم فترة للإسلام من قبل توم هولاند، المؤرخ المحترم الذي كتب مؤخرًا تحت ظل السيف حول نفس الموضوع. الغرض من هولندا في السلسلة هو التشكيك في الافتراضات والمعتقدات حول فترة غير موثقة تقريبًا من الإسلام المبكر. . . من الواضح أننا بحاجة إلى التمييز بوضوح بين المحاولات غير المبررة للصدمة والإساءة والبحث التاريخي».
عبد الله الأندلسي من مبادرة المناظرة الإسلامية يلخص الإسلام: القصة غير المروية تصل إلى «فرصة ضائعة لتجاوز نهج Besserwissen القديم للدين المقارن، وإقامة حوار بين الأديان على أساس الفهم المتبادل المتبصر وقبول من نحن اليوم. في حين أن القراءات التنقيحية المستنيرة لتاريخ جميع الأديان، بما في ذلك الإسلام، يجب تشجيعها، فإن برنامج توم هولاند، وهو جدل مناهض للإسلام يرتدي التاريخ، لا يفعل ما يقوله على الصفيح. في الواقع، إنه مجرد علف إختصار لما بعد 11 سبتمبر، استمراراً لصدام الحضارات بوسائل أخرى».
وانتقدت وسائل الإعلام الحكومية في إيران الفيلم الوثائقي، زاعمة أنه يشكل «إهانة» للإسلام.
انتقدت تهمينا كازي من جماعة «المسلمون البريطانيون من أجل الديمقراطية العلمانية» الفيلم الوثائقي، لكنها شعرت أيضًا أن المسلمين كانوا أسرع من أن يصبحوا دفاعيين وسلبية في أي فحص لعقيدتهم، قائلين «أتذكر قبل بضع سنوات أن هناك بي بي سي فيلم وثائقي يعرض بعض الأشياء التي كانت تحدث داخل المدارس الإسلامية، وكانت إحدى المجموعات تصدر نشرات صحفية تدعو المشاهدين إلى تقديم شكوى قبل بثها. كان الرد الافتراضي الشكوى، شكوى، شكوى». ونصحت المسلمين بالإهانة بأن «يردوا، لا يردوا».
قال عنايت بونجلاوالا، رئيس موقع Muslim4UK ، «ليس لدي وقت لأولئك الذين يقولون إن القناة الرابعة لا يجب أن تبث مثل هذا البرنامج. لكل مذيع ومؤرخ الحق في دراسة الأصول التاريخية لأي دين. لكن اعتراضاتنا كانت أكثر حول جودة الفيلم الوثائقي نفسه والحجج التي قدمها توم».
أعلنت الأكاديمية الإسلامية للتعليم والبحث (IERA) ومقرها المملكة المتحدة أن الفيلم الوثائقي «غير دقيق تاريخيا» و «منحاز بشكل واضح». في بيانهم، أعلنت iERA أنه «كان يجب على هولندا أن تقضي المزيد من الوقت مع المؤرخين الإسلاميين بدلاً من إهدار كل تلك الدقائق الثمينة في تعلم طريقة البدو». وبالمثل، ذكرت لجنة الشؤون العامة الإسلامية (MPACUK) أن الفيلم الوثائقي لديه «تحيز صارخ» ضد الإسلام، معربة عن قلقها من أن غالبية المشاهدين «سيقبلون بشكل أعمى» استنتاجات هولندا.
اتهم اللاهوتي كيث سمول  من الجمعية الدولية للدراسات القرآنية منتقدي الفيلم الوثائقي بالانخراط في «السرقة اللاهوتية» وكتب «لماذا يجب أن تقابل أسئلة صادقة حول أصول الإسلام بمثل هذا العداء؟ يطرح توم هولاند أسئلته بصدق وتعاطف ونزاهة فكرية. أليست الدراسة الأكاديمية الشرعية للتاريخ مدفوعة بهذا النوع من الأسئلة الصادقة؟» 
دافعت عالمة الاجتماع جيني تايلور، مؤسس مركز لابيدو الإعلامي لمحو الأمية الدينية في الشؤون العالمية، عن هولندا من انتقادات IERA ، قائلة «لقد تبين أن IERA هي منصة التحول المثير للجدل الشيخ عبد الرحيم غرين، طفل مختلط الثقافات إذا في أي وقت كان هناك واحد: تلميذ في المدارس العامة اعتنق الإسلام، حاليًا مع زوجتين، وفي أوقات مختلفة، داعية للحرب المقدسة، والجحيم للأم تيريزا». ومضى تايلور يمدح الفيلم الوثائقي: «لقد أظهر لنا [هولندا] أن الإسلام مثير للاهتمام بما يكفي ليؤخذ على محمل الجد. لقد رفض وضع رأسه في الرمال واللعب عن المشاكل أو التوترات الداخلية التي يعرفها جميع المسلمين الذين يعتقدون أنها موجودة».
في عام 2017، كتب الصحفي والمعلق دوجلاس موراي في صحيفة «سبيكتاتور» أن النقد الذي تلقته هولندا لهذا الفيلم الوثائقي قد أعاق البرامج التاريخية العلمية الأخرى عن الإسلام في السنوات منذ: «منذ خمس سنوات. . . قدمت هولندا فيلمًا وثائقيًا للقناة 4 بعنوان» الإسلام: القصة غير المروية«والذي كان علامة بارزة في التلفزيون البريطاني ... كان هنا علاجًا كبريًا وعلميًا نظر إلى المشكلة كما لو لم تكن هناك شرطة تجديف حولها كل زاوية. وللأسف، فإن جزءًا من استقبال هذا البرنامج، والعديد من الأحداث في السنوات التي تلت ذلك، حافظت على مثل هذه العروض من الصدق العلمي بقدر ما كانت نادرة كما كانت من قبل.» 
ورد هولاند على موقع القناة 4 على الإنترنت بالانتقاد بقوله أن أصول الإسلام «موضوع شرعي في التحقيق التاريخي» وأن فيلمه الوثائقي «مسعى تاريخي وليس نقدًا لإحدى الأديان التوحيدية الرئيسية». بمقارنة فيلمه الوثائقي مع الآخرين الذي أنتجته القناة 4 في التاريخ الديني، مثل الكتاب المقدس: تاريخ ، أشار إلى أن الإسلام: القصة غير المروية تقع ضمن اختصاص القناة لإثارة «نقاش مستنير حول مجموعة واسعة من القضايا».
في عام 2015، أجرت هولندا مقابلة مع مجلة Open تناول فيها الجدل حول الإسلام: القصة التي لا توصف : "في الإسلام، لا يوجد في القرآن أي شيء يشجع المسلمين على السؤال،" ربما لا يكون هذا من الله؟' لذلك، عندما يدرس الناس القرآن كما لو كان مجرد نص آخر، يمكن أن يبدو للعديد من المسلمين مهينين ومزعجين للغاية ". ووقف في استنتاجاته في الفيلم قائلاً "يبدو لي أنه عندما تنظر إلى ظهور الإسلام، وحقيقة أنه ليس لدينا تعليقات على القرآن، ولا مجموعات من الأحاديث، ليس لدينا سير ذاتية لمحمد، ليس لدينا تاريخ للفتوحات العربية المبكرة، حتى حوالي قرنين من عمر محمد ؛ [وهذا] يجعل من الصعب افتراض أن ما لدينا في السيرة والتاريخ دقيق تاريخيا ".

## روابط خارجية
- الإسلام: حكاية لم ترو على موقع IMDb (الإنجليزية)
- الإسلام: حكاية لم ترو على موقع قاعدة بيانات الفيلم (الإنجليزية)
- الإسلام: حكاية لم ترو على موقع ليتربوكسد (الإنجليزية)